# Église Saint-Germain de Montceaux-lès-Provins
L'église Saint-Germain est une église catholique située à Montceaux-lès-Provins, en France.

## Localisation
L'église est située dans le département français de Seine-et-Marne, sur la commune de Montceaux-lès-Provins.

## Historique
L'édifice est inscrit au titre des monuments historiques en 1926 et classé en 1978.